# Памятник Якову Похабову
Па́мятник Я́кову Поха́бову — статуя в Иркутске, установленная основателю города, землепроходцу Якову Похабову. Скульптор — народный художник России Михаил Переяславец, архитектор — Юрий Волчок.
Памятник был установлен к 350-летию Иркутска в Правобережном округе на Нижней набережной Ангары, в месте основания города, как "памятник основателям Иркутска". Торжественное открытие состоялось 14 сентября 2011 года.
4 ноября 2012 года на памятнике были установлены мемориальные доски, и он был переименован в персональный памятник Якову Похабову.